# Susceptibilité (psychologie)
Pour les articles homonymes, voir Susceptibilité.
En psychologie et dans la vie courante la susceptibilité désigne le plus souvent la disposition à se vexer et caractérise l'individu qui s'offense facilement. 
Le mot peut aussi désigner la propension d'une personne à se laisser convaincre par certains arguments (commerciaux ou politiques par exemple) ou la facilité d'un individu à répondre aux suggestions hypnotiques (on parle aussi de susceptibilité hypnotique).